# Llanquihue (jezero)
Jezero Llanquihue je drugo največje jezero v Čilu s površino okoli 860 kvadratnih kilometrov. Leži v južni regiji Los Lagos v provincah Llanquihue in Osorno. Jezero je nastalo v zaporednih poledenitvah v času kvartarne poledenitve. Zadnje ledeniško obdobje se imenuje Llanquihue glacijation v Čilu po morenskih sistemih okoli jezera .
Pogledi z jezera na vulkan Osorno omogočajo okoliškim krajem, kot je Puerto Varas, da so postali turistične točke.

## Geografija
Jezero je nastalo pred približno 40.000 leti na koncu zadnjega ledeniškega obdobja, tako imenovane Llanquihue poledenitve. V tistem času je bil morski sistem na zahodni strani jezera povsem zaprt in tvoril pregrado ter preprečeval odtekanje vode. Danes je Rio Maullin je edini naravni odtok velikanskega jezera. Izpust je na jugozahodu in teče 85 kilometrov daleč v zaliv Coronados, majhen zaliv Tihega oceana severno od otoka Chiloé.

## Zgodovina
Leta 1552 je jezero odkril Pedro de Valdivia. Leta 1558 sta pisatelj Alonso de Ercilla in guverner Čila García Hurtado de Mendoza znova prispela na obalo jezera.
Prvi priseljenci so prišli leta 1853. Prej, leta 1842, je Nemec Bernhard Eunom Philippi (1811-1852) raziskoval območje okoli jezera.
Čilska vlada je na to področje povabila več nemških priseljencev. Po marčni revoluciji leta 1848 v Nemčiji je prišlo več tisoč Nemcev. Leta 1853 so ustanovili naselje Puerto Montt in se naselili v mestih Llanquihue, Frutillar in Puerto Varas, El Maiten in Puerto Octay. Med letoma 1856 in 1860 se je 54 protestantskih verskih beguncev iz Spodnje Šlezije, iz krajev Zillertal-Erdmannsdorf in Zillertal Inklinanten, naselilo ob jezeru Llanquihue. 
Mesta so še danes nemška z mnogimi nemškimi stavbami iz 19. stoletja in številnimi kulturnimi dogodki.

## Losos
Medtem je Čile presegel Norveško kot največjega izvoznika gojenega lososa na svetu. Vendar je do danes večina ribogojnic na jezerih na jugu države pogosto v lasti norveških ali japonskih agroživilskih podjetij. Fundación Chile je v sedemdesetih letih v Čilu začela uporabljati sodobne tehnologije za gojenje lososa. V zgodnjih osemdesetih letih je podjetje Salmones Antártica začelo s prvo masovno proizvodnjo gojenega lososa v jezeru Llanquihue, ki mu je sledilo veliko posnemovalcev v bogatih jezerih regije Lagos. Družba je bila pozneje prodana japonskemu koncernu Nippon Suisan.